# Jean-Marie Le Bris

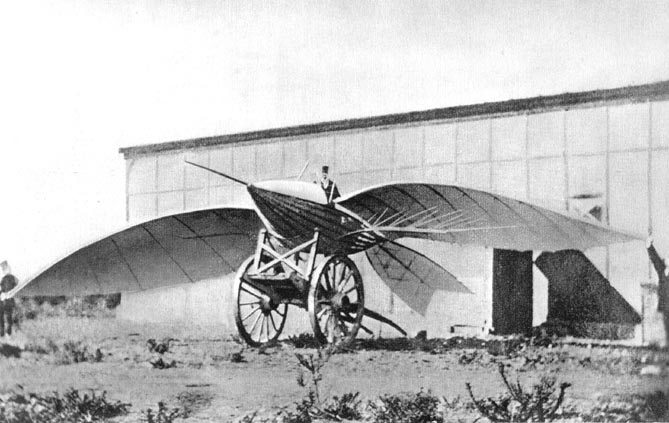
Jean-Marie Le Bris en su planeador Albatros II, fotografiado por Nadar en 1868.

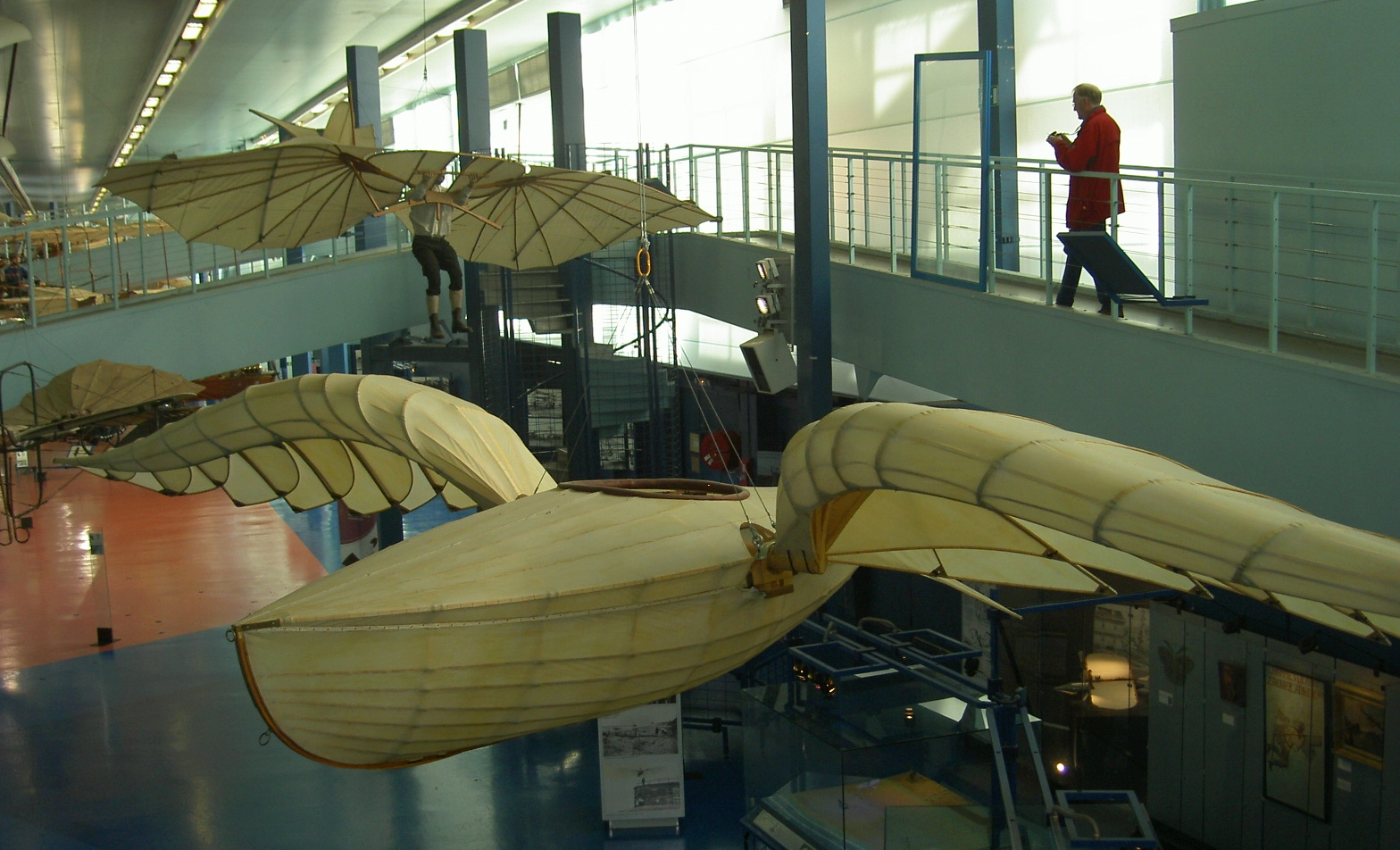
Réplica de un planeador de Le Bris.

Jean-Marie Le Bris (Concarneau, 1817 - Douarnenez, 1872) fue un aviador e inventor francés que efectuó uno de los primeros vuelos de planeador en Europa, en diciembre de 1856.
Fue un marinero y capitán de navíos, y viajó por todo el mundo observando la forma de volar del albatros. Analizó la manera que tenían las aves de volar, y llegó a identificar la aerodinámica del despegue que tenían estas.
Le Bris construyó un planeador inspirado en la forma del albatros, y lo denominó Albatros. Arrastrado por un caballo, Le Bris logró efectuar su primer vuelo en la playa de Sainte-Anne-la-Palud, en Finisterre, llegando a alcanzar una altura de 100 metros y recorrer una distancia de 200 metros.
En 1868, con el apoyo de la marina francesa, construyó un segundo planeador al que llamó Albatros II, que no tuvo el mismo éxito que el primero, a pesar de ser más ligero y de disponer de un sistema de distribución de peso. Su máquina fue la primera en ser fotografiada por el fotógrafo Félix Nadar en ese mismo año.
Le Bris también inventó los controles de vuelo, que controlaban las alas, y lo patentó en marzo de 1857. Antes de Le Bris, otros inventores (chinos, Abbás Ibn Firnás en el siglo IX, Eilmer de Malmesbury en el siglo XI y George Cayley en 1853) realizaron vuelos de planeadores, pero ninguno tenía ningún medio de propulsión. En el Reino Unido, John Stringfellow construyó algunos planeadores en 1848, pero ninguno era tripulado por personas. El primer vuelo propulsado lo realizó Clément Ader en 1890, en su monoplano Éole, propulsado por un motor a vapor. No obstante, este vuelo no fue considerado como vuelo controlado.